# MPTP
MPTP, 1-metyl-4-fenyl-1,2,3,6-tetrahydropyridin, är ett nervgift som skadar de neuron som innehåller signalsubstansen dopamin. Genom att störa dessa system ger giftet upphov till neurologiska symtom som liknar dem som drabbar patienter med Parkinsons sjukdom. 
Giftet upptäcktes 1982 sedan några narkotikamissbrukare som intagit ett felaktigt tillverkat meperidin drabbades av Parkinsons sjukdom.